# Cepu (Indonesia)

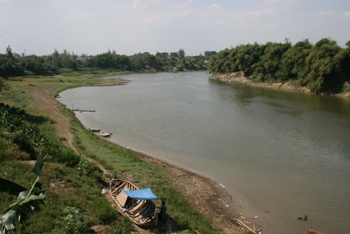
Il fiume Solo nei pressi di Cepu

Cepu, nota anche come Tjepoe o Tjepu, è una città dell'Indonesia facente parte della regione di Giava Centrale, in prossimità del confine con la regione di Giava Orientale. 
Ha una popolazione di circa 75.000 abitanti. 
Si trova a metà strada tra le città di Surabaya e Semarang, lungo la ferrovia che le collega. 
Durante la colonizzazione olandese era nota come Tjepsoe ed era importante per il teak delle foreste circostanti e per giacimenti di petrolio. Recentemente, nel 2010, sono stati trovati altri importanti giacimenti di petrolio.